# Soyuz MS-14
Soyuz MS-14 foi um voo não tripulado da Soyuz para a Estação Espacial Internacional lançado em 22 de agosto de 2019 às 03:38 UTC. Seu objetivo foi testar uma modificação do sistema de aborto no lançamento para integração com o foguete Soyuz-2.1a. Foi a primeira missão da Soyuz sem tripulação em 33 anos e a primeira missão da Soyuz não tripulada para a ISS.

## Visão geral
Ao contrário do foguete tradicional Soyuz-FG virado na plataforma para mirar o azimute do seu voo, o Soyuz-2 realiza uma manobra de giro durante seu voo para mudar de direção. A manobra pode disparar o sistema de aborto de lançamento projetado para a Soyuz-FG. Soyuz MS-14 testa uma solução para este problema. O 14º voo da Soyuz MS é o 143º voo de uma nave Soyuz. Se tudo tiver ocorrido bem, as missões tripuladas futuras usarão a mesma configuração, começando com a Soyuz MS-16 no começo de 2020.
Além de testar a integração do novo foguete e o sistema de aborto, Soyuz MS-14 também testou um sistema de navegação e propulsão atualizado. Os resultados do teste serão usados no projeto do Soyuz GVK [en], uma nave não tripulada para o envio e retorno de carga, com o primeiro voo previsto para 2022.
Ao contrário dos voos anteriores e futuros da nave Soyuz MS, Soyuz MS-14 estava sem vários sistemas de suporte a vida. 
Na carga que a nave carregava para a ISS há, entre outras cosias, o robô humanoide FEDOR [en] que viajou no compartimento da tripulação (que estava disponível, já que não havia uma equipe). Conforme a NASA, 660 kg de carga foram entregues para a estação.
A nave entregou o telescópio JEM-EUSO [en] para a ISS.

#### Depois da missão
Em agosto de 2021, o módulo de pouso foi dado à Magnitogorsk Iron and Steel Works [en] para ser colocado num museu.

## Primeira tentativa de acoplagem
Seguindo um voo livre sem problemas que durou dois dias e rendezvous com a ISS, a MS-14 estava planejada para acoplar com o módulo Poisk as 5:30 am UTC de 24 de agosto. Durante as fases finais de aproximação, seu sistema automático Kurs para acoplagem, falhou na travagem com a estação e a nave não foi capaz de acoplar. Aleksei Ovchinin, comandante da Expedição 60, comandou que a MS-14 abortasse a acoplagem, após qual a nave se afastou da ISS e foi para uma distância segura da ISS. Enquanto a maior parte dos veículos não tripulados da Rússia voando para a ISS também tem o sistema de reserva TORU [en], que permite aos cosmonautas assumirem o controle manual da nave a partir da ISS, esse sistema não estava disponível na MS-14. O defeito foi localizado no amplificador do sinal Kurs do módulo Poisk, e planos iniciais precisam que os cosmonautas troquem esse amplificador antes de uma nova tentativa. Foi então decidido que, dia 26 de agosto, a tripulação da Soyuz MS-13 iria tirar a nave do módulo Zvezda onde realizaram uma acoplagem manual no módulo Poisk, liberando um módulo para que a MS-14 pudesse acoplar usando Kurs no dia 27 de agosto de 2019.

## Acoplagem
A nave acoplou com o módulo Zvezda de forma bem sucedida às 03:08 UTC do dia 27 de agosto de 2019.